# جون ماكيني
جون ماكيني (بالإنجليزية: John McKinney)‏ هو قاضي ومحامي أمريكي، ولد في 1829 في مقاطعة ليكومينغ في الولايات المتحدة، وتوفي في 12 أكتوبر 1871.